# Rangitoto ki te Tonga/D’Urville Island
Rangitoto ki te Tonga/D’Urville Island ist eine Insel an der Nordküste der Südinsel von Neuseeland.

## Namensherkunft
Rangitoto ki te Tonga ist der Name der Insel in der Sprache der Māori. Der von Europäern vergebene Name für die Insel, D’Urville Island, ist nach dem französischen Seefahrer und Entdecker Jules Dumont d’Urville benannt, der auf seiner Reise von 1828 bis 1829 auch Teile von Neuseeland besuchte und kartierte.

## Geographie
Die Insel ist mit einer Fläche von 163 km² die achtgrößte Insel Neuseelands. Eingebettet von der Tasman Bay / Te Tai-o-Aorere im Südwesten, der Tasmansee im Westen bis Nordosten und der Cook Strait im Südosten, erstreckt sich die Insel über eine Länge von rund 31,5 km in Südwest-Nordost-Richtung und misst an ihrer breitesten Stelle rund 11,7 km in Nordwest-Südost-Richtung. Die höchste Erhebung ist mit dem 729 m hohen Takapotaka / Attempt Hill südlich der Mitte der Insel zu finden.
Die Insel wird durch den rund 530 m breiten Te Aumiti / French Pass vom Festland der Südinsel getrennt. Das Wasser durchfließt beim Gezeitenwechsel diesen Engpass mit bis zu 8 Knoten (14 km/h), wodurch gefährliche Strudel entstehen können.

### Nachbarinseln
Folgende Nachbarinseln umgeben Rangitoto ki te Tonga/D’Urville Island:
- im Norden: Stephens Island, Te Wakaapani, Te Mokaipani, Nga Tamahineapani, Victory Island
- im Südosten: Steward Island, Anatakupu Island, Penguin Island
- im Nordosten: Wakaterepapanui Island, Pūangiangi Island, Tinui Island
- im Süden: Hautai Island
- im Westen:  Puotewheke, Tu Araiawa Island, Rahuinui Island, Hapuka Island, Cone Island

## Bevölkerung
Die Insel hat rund 52 Einwohner, die sich den Ngāti Koata und Ngāti Kuia zugehörig fühlen. In den Sommermonaten steigt die Bevölkerungszahl leicht an.

## Geschichte
Die Māori nutzten die Insel bereits vor Ankunft der Europäer zum Abbau von Mineralien, besonders des feinkörnigen Sedimentgesteines Adzit, einem besonders harten Argillit, das sie zum Anfertigen von Keulen und Werkzeugen benutzten. 
D’Urville versuchte 1827 die Passage des Te Aumiti / French Pass zu durchfahren und verlor wegen der gefährlichen Strudel in der Meerenge fast sein Schiff.
1864 wurde an der Passage die Leuchtturmanlage French Pass Lighthouse errichtet. Der Hauptturm steht auf dem Festland, ein weiterer auf einem von der Insel auslaufenden Riff.